# Barrocas
Barrocas est une municipalité brésilienne de l'État de Bahia et la microrégion de Serrinha.